# Maison du Chat
Ne doit pas être confondu avec Maison des Chats (Bruxelles).
La maison du  Chat (en letton : Kaķu nams) est un immeuble réalisé à Riga en Lettonie en 1909 par l'architecte Friedrich Scheffel comprenant des éléments du style Art nouveau.

## Situation
Cette maison se situe dans le centre historique de Riga aux nos 10-12 de Meistaru iela en bordure de la Place de Livonie.

## Description
Cet immeuble de coin haut de quatre étages a été érigé dans le style médiéval. Il possède une tourelle d'angle. Les ornements relèvent du style Art nouveau comme les contours de la porte d'entrée. Les deux chats sont placés au-dessus de la toiture.

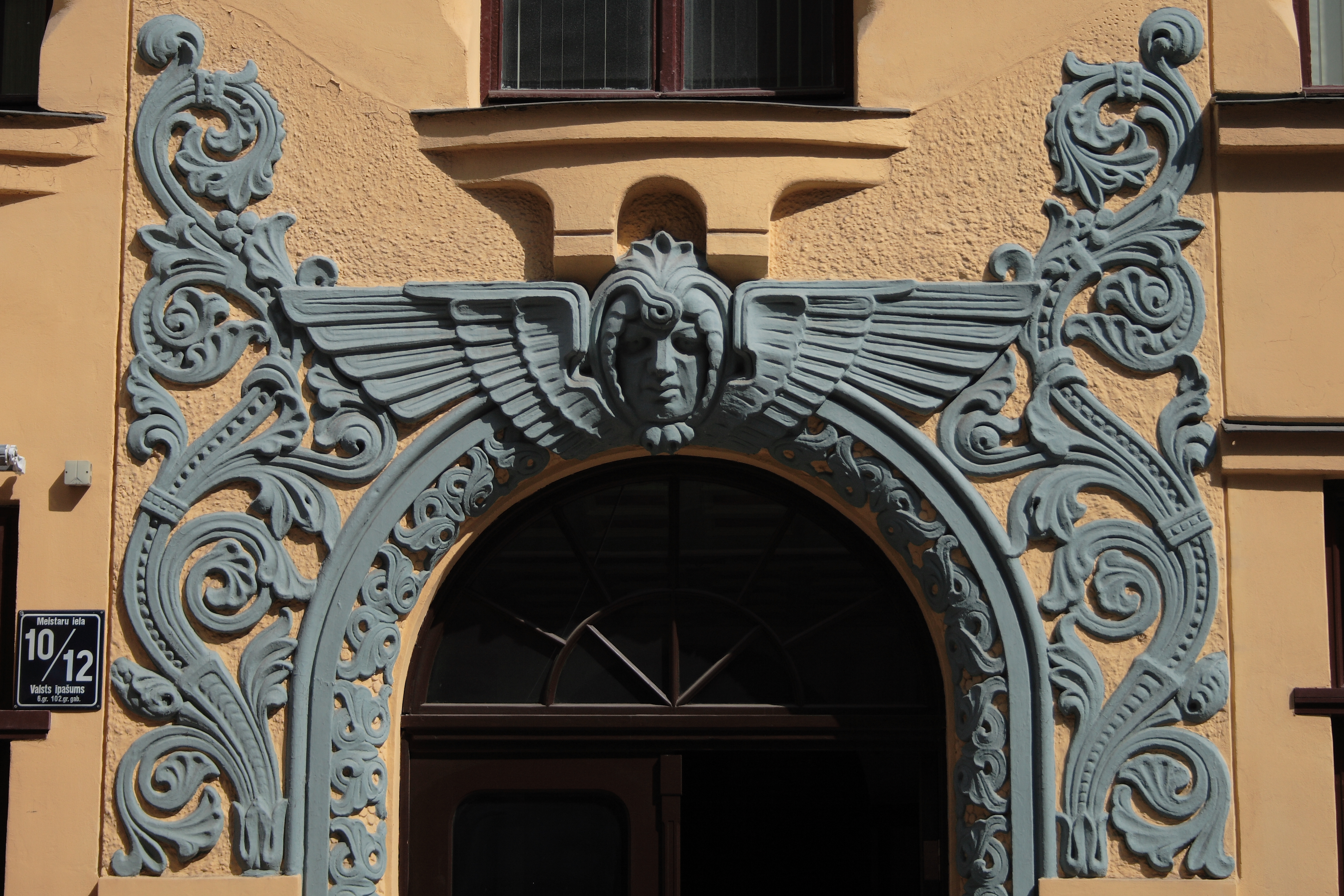

## La légende des chats

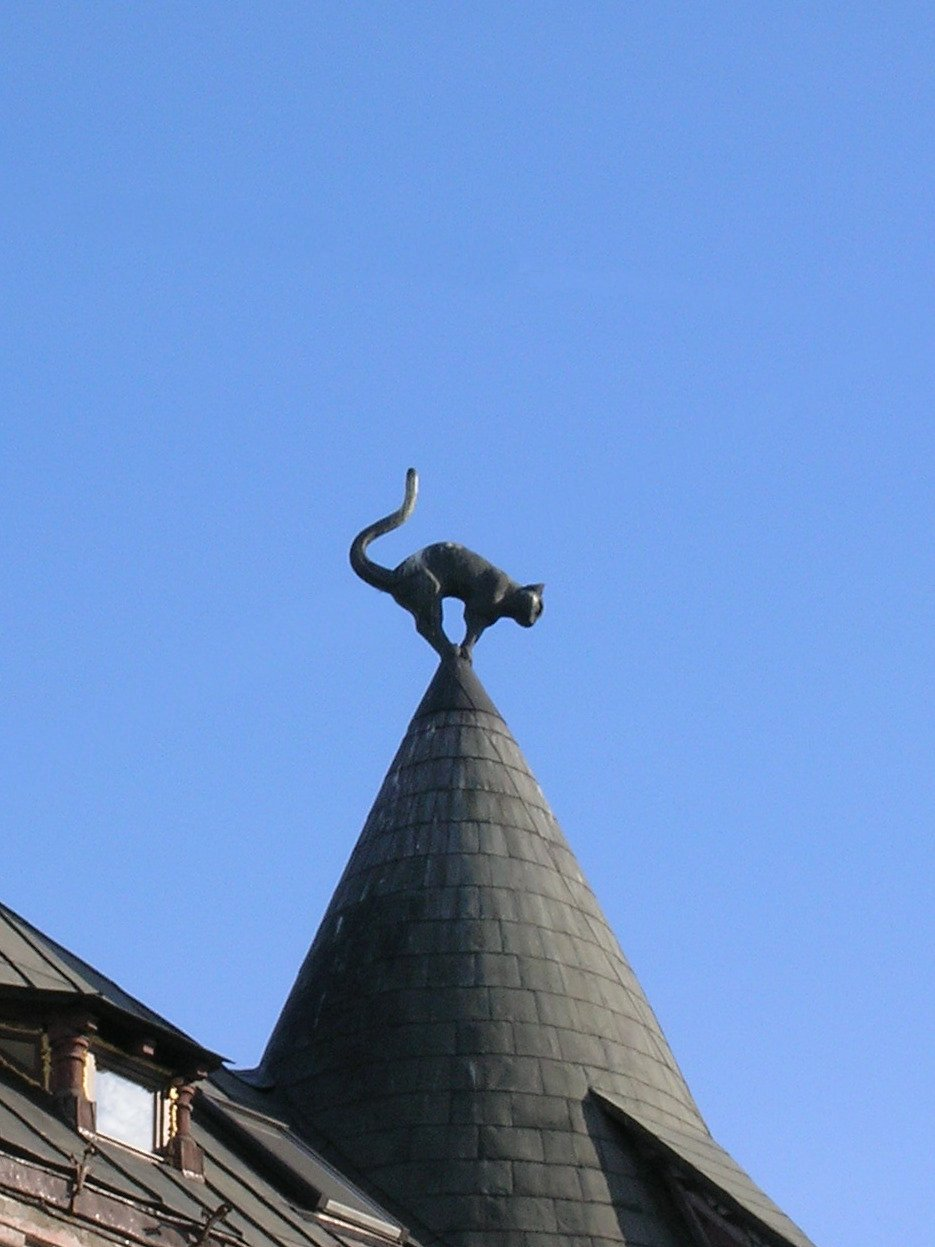

Le propriétaire, un riche commerçant n'ayant pas été admis à la Grande Guilde de la ville, a mis sur le toit de son immeuble deux statues de chat en cuivre dont les queues étaient tournées vers le bâtiment de la Grande Guilde exprimant ainsi son mépris envers cette institution. Plus tard, les chats ont été tournés de manière à faire face à la guilde. D'autres sources plus anciennes font état d'un conflit entre le propriétaire et la mairie de Riga.

## Sources
- « La Maison du Chat à Riga », sur Douce Cahute, 14 décembre 2017 (consulté le 31 décembre 2023)
- (lt) "Cita Rīga"